# Chambranle

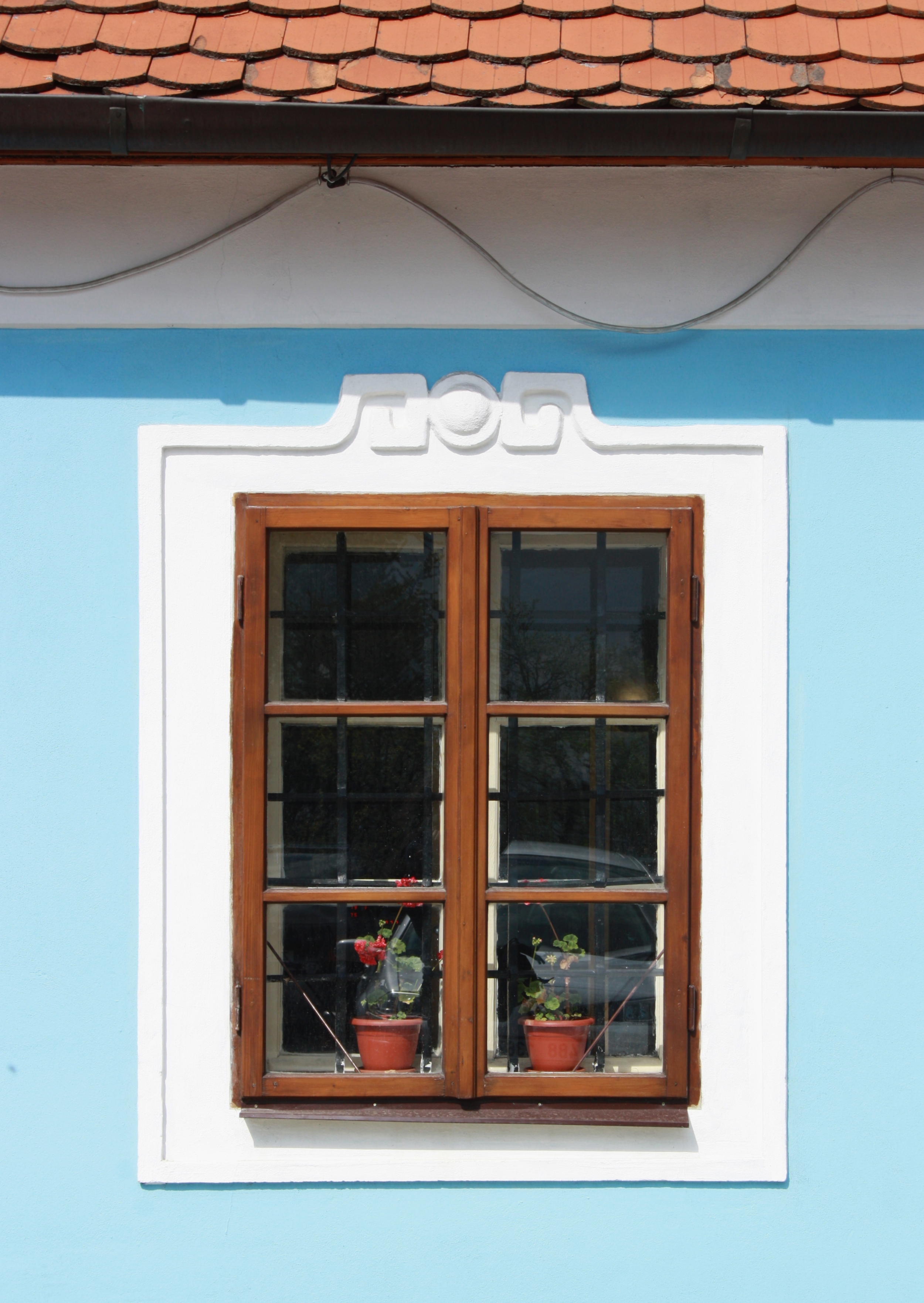
Chambranle (Moravec, République tchèque).

Un chambranle est un encadrement de bois ou de pierre qui borde une porte, une fenêtre ou une cheminée et qui se situe dans le plan du mur ou légèrement en saillie. Il joue un rôle de finition et raccord entre l'ébrasement et la surface du mur. Il est constitué de deux montants ou de deux battants verticaux et d'un linteau horizontal.

## Histoire
Fin XVIIIe siècle, un chambranle est un encadrement de baie de porte, de fenêtre, de cheminée, de niche, faisant saillie sur le nu du mur ou de la boiserie, orné de plus ou moins de moulures, qui reçoit la ferrure de la porte et l'assemblage de l'embrasement de la baie.
Les chambranles sont réalisés en bois ou en marbre et sont donc du ressort du menuisier ou du marbrier.
En termes de menuiserie, on distingue :
- chambranle ordinaire : bâti orné de plusieurs moulures et assemblé d'onglet[N 1] ;
- chambranle à pilastre : chambranle qui est uni sur la face et ravalé au milieu d'un champ, avec ou sans moulure[N 1] ;
- chambranle ravalé : chambranle dont les moulures sont prises dans la masse du battant[N 2] ;
- chambranle non ravalé : chambranle dont le fond est un bâti uni portant une moulure ou n'en ayant point, sur une rive, et sur lequel est rapportée et clouée une autre moulure[N 2] ;
- chambranle double : chambranle qui encadre la baie sur la face du mur opposée à celle de la porte[N 2] ;
- chambranle à la capucine : encadrement uni portant seulement une moulure sur une de ses deux arêtes et quelquefois sur les deux : il s'assemble d'onglets et est orné de socle par le bas. On donne aussi, dans le toisé, le nom de chambranle ordinaire ou de chambranle à la capucine à d'autres battants ou encadrements, lorsqu'ils ont le même rapport pour le travail, quoique n'étant pas pour le même usage[N 2] ;
- chambranle invisible : chambranle encastré à intégrer dans la finition du mur. Quand la porte est posée, l'encadrement reste invisible.

En termes de marbrerie, on distingue :
- chambranle à pilastre : chambranle dont les montants sont unis, couronnés d'un chapiteau avec socle rapporté par le bas[E 1] ;
- chambranle à pilastre carré : chambranle à pilastre dont les montants sont en marbre plein et d'égale mesure sur toutes faces[E 1] ;
- chambranle à console : chambranle dont les montants sont en marbre plein et chantournés ou taillés circulairement sur le devant[E 1] ;
- chambranle à colonne : chambranle dont les montants sont ronds et isolés[E 1] ;
- chambranle à bouche de jour : chambranle entre les montants duquel est rapporté un panneau qui est évidé circulairement en élévation[E 1] ;
- chambranle à table renfoncée : chambranle dont les montants et le travers sont élégis et portent un listel sur chaque rive[E 1].

## Galerie

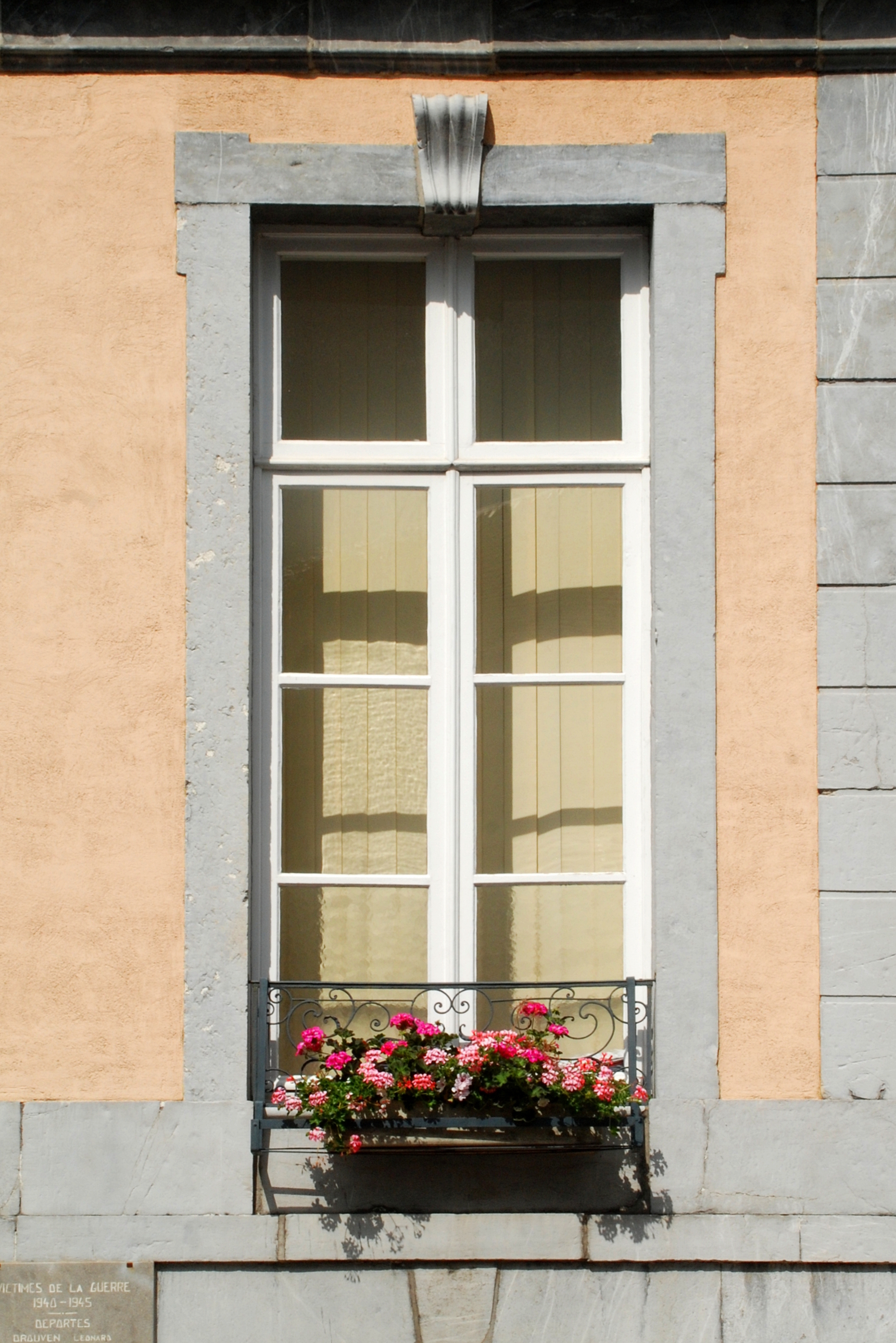
Chambranle à crossettes doubles aux angles supérieurs.
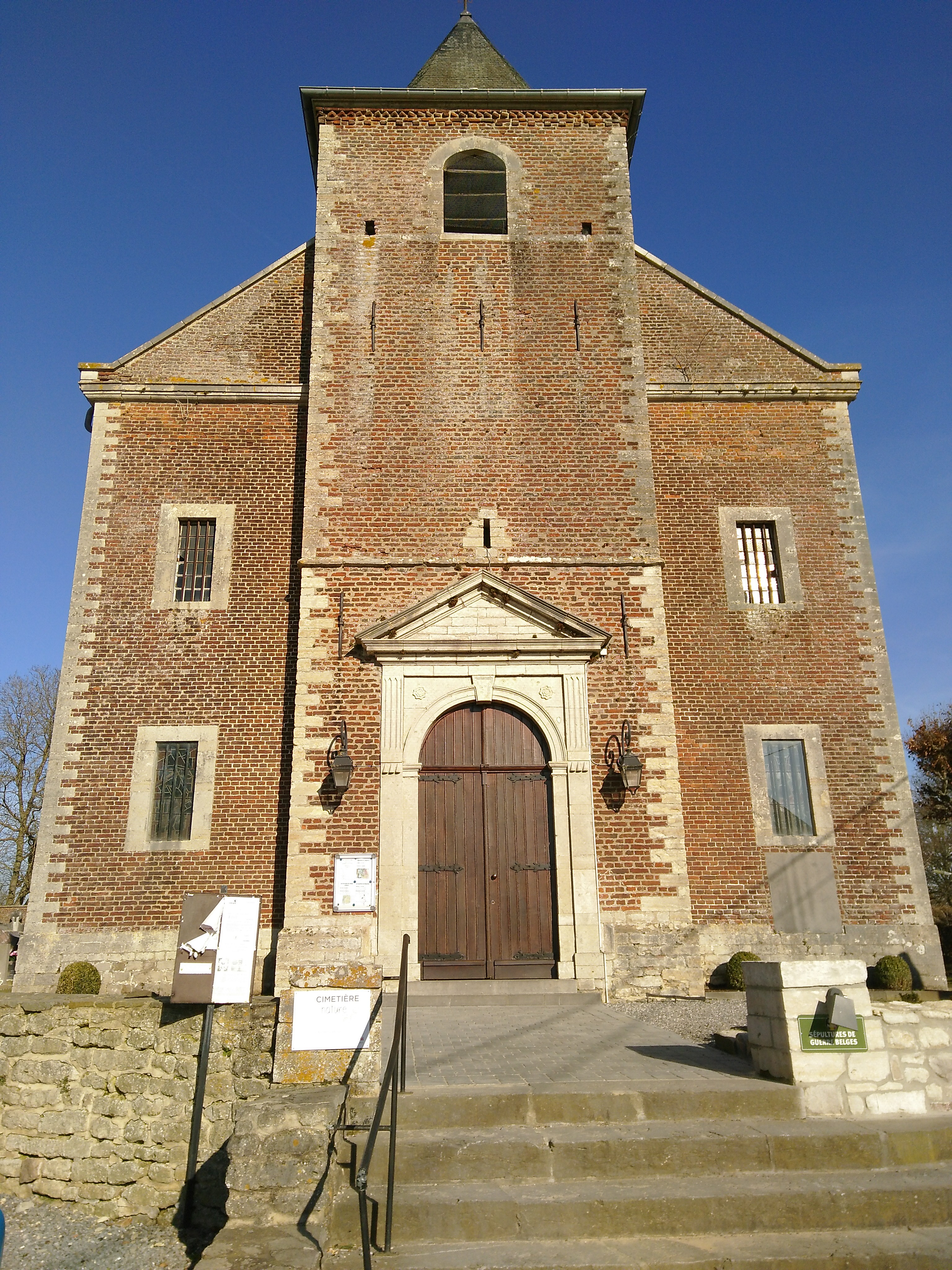
Chambranle de la porte à triglyphes sur gouttes.
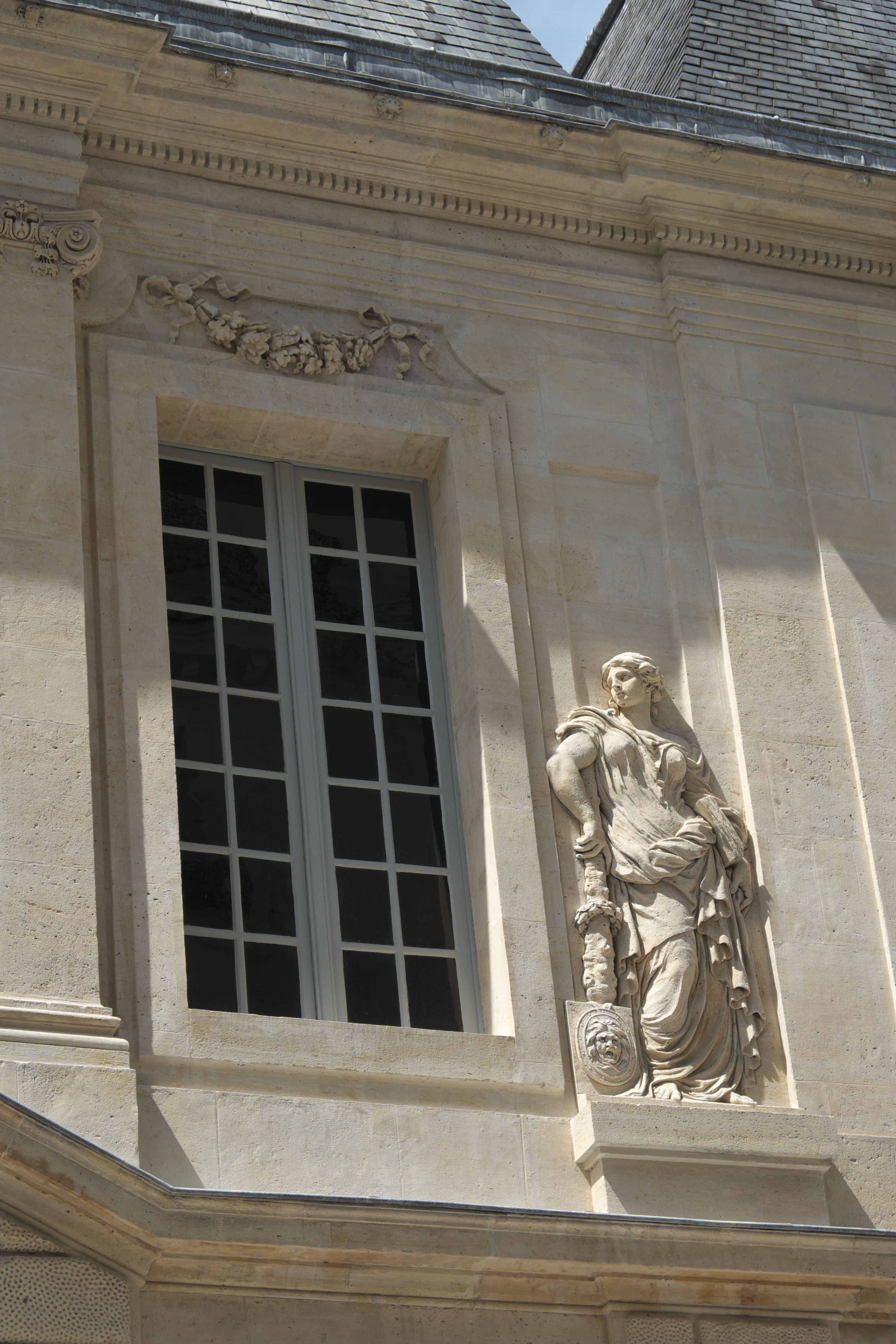
Fenêtre encadrée d'un chambranle plat redoublé.